# 赫氏單頜鰻
赫氏單頜鰻為輻鰭魚綱囊鰓鰻目單頜鰻科的其中一種，分布於東北大西洋海域，屬深海魚類，棲息深度3000-5400公尺，體長可達4.8公分。

## 擴展閱讀
維基物種上的相關：赫氏單頜鰻